# Cristian Penilla
Cristian Anderson Penilla Caicedo (n. Esmeraldas, Ecuador; 2 de mayo de 1991) es un futbolista ecuatoriano. Juega de volante ofensivo y su equipo actual es Mushuc Runa Sporting Club de la Serie A de Ecuador.

## Trayectoria

### Caribe Junior
Surgió de las divisiones menores del Caribe Junior en el 2004. 

### Espoli
En 2009 pasa al Club Deportivo Espoli donde fue figura en las divisiones menores del cuadro policial lo que le llevó a ser ascendido al plantel principal en el 2010. En el 2010 juega con el equipo principal 35 partidos anotando 10 goles.

### Deportivo Quito
En el 2012 pasa a Deportivo Quito por pedido expreso de Carlos Ischia, con el cuadro capitalino tuvo mucho regularidad de la mano de Ischia pero tras la llegada Nelson Acosta es marginado del primer plantel mandándolo a entrenar a la reserva del club, luego de que Acosta fue despedido por malos resultados llega Rubén Dario Insúa quien le dio más regularidad poniéndolo de titular en algunos encuentros dejando una grata impresión a la afición, marcando 8 goles en 24 encuentros.

### Barcelona S. C.
Para el 2013 es traspasado al Barcelona Sporting Club de Guayaquil pese a que Deportivo Quito quería renovar su contrato, su contrato con el elenco canario es por 3 temporadas. En su pretemporada con Barcelona tuvo varios minutos en cancha donde marca sus primeros 2 goles en la goleada de Barcelona ante Sociedad Deportiva Aucas 4-0, siendo Penilla uno de los candidatos a ser la revelación de Barcelona en el 2013. Con Barcelona llega a la final del Campeonato Ecuatoriano de Fútbol 2014 convirtiéndose en una de las figuras del equipo, aunque perdió la final 3-0.
En el 2016 fue cedido a Barcelona S. C. de Guayaquil por un año con opción a compra, Penilla fue una de las piezas claves para que Barcelona alcanzará su gran ansiada estrella 15.

### C. F. Pachuca
Para el 2015 firma con el Pachuca.

### Monarcas Morelia
A mitad del año 2016 retorno a su equipo y fue vendido al Monarcas Morelia de México.

### Chapecoense
Un año después, sería transferido al conjunto del Chapecoense de Brasil. Jugó la Copa Sudamericana 2017 donde llegó a octavos de final, siendo eliminado por Flamengo.

### New England Revolution
El 23 de enero de 2018 fichó por el New England Revolution de la Major League Soccer.

## Selección nacional
Fue parte de la selección de Ecuador sub-20, que jugó la "Copa Bicentenario", campeonato sudamericano sub-20, clasificando al mundial sub-20 Colombia 2011. Fue llamado por primera vez a la selección mayor en septiembre de 2014, en los partidos amistosos contra Estados Unidos y El Salvador. Hizo su debut oficial contra El Salvador e inclusive marcó un gol. En ese momento, Sixto Vizuete era el entrenador interino de la selección de Ecuador.

### Partidos internacionales
Actualizado al último partido disputado el 14 de octubre de 2014.
| \| N.° \| Fecha \| Ciudad \| Rival \| Resultado \| Resultado \| Competencia \| \| --- \| --------------------- \| ------------- \| -------------- \| --------- \| --------- \| ----------- \| \| 1. \| 10 de octubre de 2014 \| East Hartford \| Estados Unidos \| 1-1 \| Empate \| Amistoso \| \| 2. \| 14 de octubre de 2014 \| Nueva York \| El Salvador \| 5-1 \| Victoria \| Amistoso \| |                       |               |                |           |           |             |
| N.° | Fecha                 | Ciudad        | Rival          | Resultado | Resultado | Competencia |
| 1. | 10 de octubre de 2014 | East Hartford | Estados Unidos | 1-1       | Empate    | Amistoso    |
| 2. | 14 de octubre de 2014 | Nueva York    | El Salvador    | 5-1       | Victoria  | Amistoso    |

### Goles internacionales
| \| N.° \| Fecha \| Lugar \| Rival \| Gol \| Resultado \| Resultado \| Competición \| \| --- \| --------------------- \| ---------------------------------------- \| ----------- \| --- \| --------- \| --------- \| ----------- \| \| 1. \| 14 de octubre de 2014 \| Red Bull Arena, Harrison, Estados Unidos \| El Salvador \| 5–1 \| 5–1 \| Victoria \| Amistoso \| |                       |                                          |             |     |           |           |             |
| N.° | Fecha                 | Lugar                                    | Rival       | Gol | Resultado | Resultado | Competición |
| 1. | 14 de octubre de 2014 | Red Bull Arena, Harrison, Estados Unidos | El Salvador | 5–1 | 5–1       | Victoria  | Amistoso    |

## Clubes
Actualizado al último partido disputado el 19 de agosto de 2025.
| Club                   | País           | Año           | PJ  | Goles |
| ---------------------- | -------------- | ------------- | --- | ----- |
| Espoli                 | Ecuador        | 2009-2011     | 60  | 10    |
| Deportivo Quito        | Ecuador        | 2012          | 12  | 1     |
| Barcelona S. C.        | Ecuador        | 2013-2014     | 72  | 13    |
| Pachuca                | México         | 2015          | 33  | 4     |
| Barcelona S. C.        | Ecuador        | 2016          | 14  | 7     |
| Monarcas Morelia       | México         | 2016-2017     | 26  | 4     |
| Chapecoense            | Brasil         | 2017          | 15  | 0     |
| New England Revolution | Estados Unidos | 2018-2020     | 83  | 18    |
| Deportivo Cuenca       | Ecuador        | 2021          | 14  | 1     |
| Barcelona S. C.        | Ecuador        | 2022          | 34  | 2     |
| Delfín S. C.           | Ecuador        | 2023          | 18  | 1     |
| Libertad F. C.         | Ecuador        | 2024          | 18  | 7     |
| Mushuc Runa            | Ecuador        | 2025-act.     | 31  | 6     |
| Total carrera          | Total carrera  | Total carrera | 430 | 74    |

## Palmarés

### Títulos nacionales
| Título                  | Club            | País    | Año  |
| ----------------------- | --------------- | ------- | ---- |
| Copa Banco del Pacífico | Barcelona S. C. | Ecuador | 2016 |

### Distinciones individuales
| Distinción                                      | Año  |
| ----------------------------------------------- | ---- |
| Mejor jugador del año en New England Revolution | 2018 |